# 33.ª edición de los Premios Grammy
La 33.ª edición de los Premios Grammy se celebró el 20 de febrero de 1991 en el Radio City Music Hall de Nueva York, en reconocimiento a los logros discográficos alcanzados por los artistas musicales durante el año anterior. El evento fue presentado por Garry Shandling y fue televisado en directo en Estados Unidos por NBC. Quincy Jones fue el gran ganador obteniendo un total de seis galardones.
Esta edición incorporó por primera vez la categoría de premio a la mejor interpretación de música alternativa.

## Ganadores

### Generales
- Grabación del año
  - Hugh Padgham (productor) & Phil Collins (producer e intérprete) por "Another Day in Paradise"
- Álbum del año
  - Quincy Jones (productor e intérprete) por Back on the Block
- Canción del año
  - Julie Gold (compositor); Bette Midler (intérprete) por "From a Distance"
- Mejor artista novel
  - Mariah Carey

### Alternativa
- Mejor álbum de música alternativa
  - Sinéad O'Connor por I Do Not Want What I Haven't Got

### Blues
- Mejor álbum de blues tradicional
  - B. B. King por Live at San Quentin
- Mejor álbum de blues contemporáneo
  - Jimmie Vaughan & Stevie Ray Vaughan por Family Style

### Clásica
- Mejor interpretación orquestal
  - Leonard Bernstein (director) & Chicago Symphony Orchestra por Shostakovich: Sinfonías n.º 1 & 7
- Mejor interpretación solista vocal clásica
  - Zubin Mehta (director), José Carreras, Plácido Domingo, Luciano Pavarotti, & Orchestra Del Maggio Musicale por Carreras, Domingo, Pavarotti in Concert
- Mejor grabación de ópera
  - Cord Garben (productor), James Levine (director), Siegfried Jerusalem, Christa Ludwig, Kurt Moll, James Morris, Jan Hendrik Rootering, Ekkehard Wlaschiha, Heinz Zednik & Metropolitan Opera Orchestra por Wagner: Das Rheingold
- Mejor interpretación coral (que no sea ópera)
  - Robert Shaw (director) & Atlanta Symphony Orchestra & Chorus por Walton: Belshazzar's Feast / Bernstein: Chichester Psalms; Missa Brevis
- Mejor interpretación clásica, solista instrumental (con orquesta)
  - Zubin Mehta (director), Itzhak Perlman & Israel Philharmonic Orchestra por Shostakovich: Violin Concerto No. 1 in A Minor / Glazunov: Violin Concerto in A Minor
- Mejor interpretación clásica, solista instrumental (sin orquesta)
  - Vladimir Horowitz por The Last Recording
- Mejor interpretación de música de cámara
  - Daniel Barenboim & Itzhak Perlman por Brahms: The Three Violin Sonatas
- Mejor composición clásica contemporánea
  - Leonard Bernstein (compositor), Judy Kaye & William Sharp por Bernstein: Arias & Barcarolles
- Mejor álbum de música clásica
  - Hans Weber (productor), Leonard Bernstein (director) & Orquesta Filarmónica de Nueva York por Ives: Sinfonía n.º 2; Gong on the Hook and Ladder; Central Park in the Dark; The Unanswered Question

### Comedia
- Mejor álbum de comedia
  - Peter Schickele por P. D. Q. Bach: Oedipus Tex and Other Choral Calamities

### Composición y arreglos
- Mejor composición instrumental
  - Pat Metheny (compositor); Roy Haynes, Dave Holland & Pat Metheny (intérpretes) por "Change of Heart"
- Mejor canción escrita específicamente para una película o televisión
  - Alan Menken (compositor) & Howard Ashman (letrista); varios intérpretes por "Under The Sea" (de The Little Mermaid)
- Mejor álbum de banda sonora original instrumental escrita para una película o televisión
  - James Horner (compositor); James Horner & the Boys Choir of Harlem por Glory
- Mejor arreglo instrumental
  - Jerry Hey, Quincy Jones, Ian Prince & Rod Temperton (arreglistas); Quincy Jones (intérprete) por "Birdland"
- Mejor arreglo instrumental acompañado de vocalista
  - Glen Ballard, Jerry Hey, Quincy Jones & Clif Magness (arreglistas); Siedah Garrett & Chaka Khan (intérpretes) por "The Places You Find Love"

### Country
- Mejor interpretación vocal country, femenina
  - Kathy Mattea por "Where've You Been"
- Mejor interpretación vocal country, masculina
  - Vince Gill por "When I Call Your Name"
- Mejor interpretación country, duo o grupo
  - The Kentucky Headhunters por Pickin' on Nashville
- Mejor colaboración vocal country
  - Chet Atkins & Mark Knopfler por "Poor Boy Blues"
- Mejor interpretación instrumental country
  - Chet Atkins & Mark Knopfler por "So Soft, Your Goodbye"
- Mejor canción country
  - Don Henry & Jon Vezner (compositores); Kathy Mattea (intérprete) por "Where've You Been"
- Mejor grabación de bluegrass
  - Alison Krauss por I've Got That Old Feeling

### Espectáculo musical
- Mejor álbum de espectáculo con reparto original
  - David Caddick (productor) & el elenco original con Gary Morris por Les Misérables - The Complete Symphonic Recording

### Folk
- Mejor álbum de folk tradicional
  - Doc Watson por On Praying Ground
- Mejor álbum de folk contemporáneo
  - Shawn Colvin por Steady On

### Gospel
- Mejor álbum gospel pop
  - Sandi Patti por Another Time... Another Place
- Mejor álbum gospel rock contemporáneo
  - Petra por Beyond Belief
- Mejor álbum gospel soul tradicional
  - Tramaine Hawkins por Tramaine Hawkins Live
- Mejor álbum gospel soul contemporáneo
  - Take 6 por So Much 2 Say
- Mejor álbum gospel sureño
  - Bruce Carroll por The Great Exchange
- Mejor álbum gospel, coro o coros
  - James Cleveland (director de coro); Southern California Community Choir (intérpretes) por Having Church

### Hablado
- Mejor grabación hablada
  - George Burns por Gracie - A Love Story

### Histórico
- Mejor álbum histórico
  - Beryl Cohen Porter & Stephen Lavere (productores) por Robert Johnson - The Complete Recordings

### Infantil
- Mejor grabación para niños
  - Alan Menken (compositor) & Howard Ashman (letrista); varios intérpretes por The Little Mermaid

### Jazz
- Mejor interpretación vocal jazz femenina
  - Ella Fitzgerald por All That Jazz
- Mejor interpretación vocal jazz masculina
  - Harry Connick Jr. por We Are in Love
- Mejor interpretación instrumental jazz, solista (en grabación de jazz)
  - Oscar Peterson por The Legendary Oscar Peterson Trio Live at the Blue Note
- Mejor interpretación instrumental jazz, grupo
  - The Oscar Peterson Trio por The Legendary Oscar Peterson Trio Live at the Blue Note
- Mejor interpretación instrumental jazz, big band
  - Frank Foster por "Basie's Bag"
- Mejor interpretación de jazz fusión
  - Quincy Jones por "Birdland"

### Latina
- Mejor álbum de pop latino
  - José Feliciano por "¿Por qué te tengo que olvidar?"
- Mejor álbum latino tropical tradicional
  - Tito Puente por "Lambada Timbales"
- Mejor interpretación mexicano-americana
  - The Texas Tornados por "Soy de San Luis"

### New age
- Mejor interpretación new age
  - Mark Isham por Mark Isham